# Palestina de Goiás
Palestina de Goiás är en kommun i Brasilien.   Den ligger i delstaten Goiás, i den centrala delen av landet, 400 km väster om huvudstaden Brasília. Antalet invånare är 3 382.
Omgivningarna runt Palestina de Goiás är huvudsakligen savann. Runt Palestina de Goiás är det mycket glesbefolkat, med 2 invånare per kvadratkilometer.